# 和佐田達彦
和佐田 達彦（わさだ たつひこ、1959年7月10日 - ）は、日本のベーシスト。
元ファンクロックバンドTops、ロックバンド爆風スランプのベーシスト。
現在はヘヴィメタルバンドX.Y.Z.→Aのベーシストである。
爆風スランプでは「バーベQ和佐田」という名前で活動している。愛称は「帝王」。京都府出身。

## 来歴
平安高等学校卒業。
1982年、ファンクロックバンドTopsの前身のITACHI!!!に加入。
1989年、Topsを脱退。同年に爆風スランプを脱退した江川ほーじんの後任として加入し、ステージネームを「バーベQ和佐田」と命名される。由来は「南国系の顔立ちで、焼肉たれの匂いがしそうだから」とサンプラザ中野が「ザ・ベストテン」で語っていた。
1999年、元LOUDNESS（2000年から復帰）、元SLYの二井原実と筋肉少女帯の橘高文彦、爆風スランプのファンキー末吉と共にヘヴィメタルバンドX.Y.Z.→Aを結成。
2007年、レコード会社「DAIKYU RECORDS（大久音盤社）」を設立。代表取締役に就任。
現在は上記レコード会社の運営、X.Y.Z.→Aの活動を中心とし、ベース・クリニック、様々なセッションや音楽イベントに参加している。五十嵐公太が立ち上げたミュージックスクール「MMRooms MUSIC SCHOOL」にて講師も務め、後進の育成も行っている。
主な使用ベースはミュージックマン・スティングレイで、このベースはネックをジャズベース用のネックへ交換している。

## 出演

### 映画
- バトルヒーター（1989年11月3日公開） - 尾崎 役
- アトランタ・ブギ（1996年11月9日公開） - 賭博する人 役

## 作曲
- 地球防衛団「Brave Love, TIGA」（1996年10月21日リリース）